# Reyðarfjörður
Reyðarfjörður ([ˈreiːðarˌfjœrðʏr]ⓘ) es una población situada al oriente de Islandia. 

## Geografía y territorio
Se encuentra en la zona este de la región de Austurland. Es una de las localidades más pobladas del municipio de Fjarðabyggð. En los alrededores se encuentra la cascada de Búðará.

## Historia
En el manuscrito medieval Sturlubók se afirma que Naddoddr, un poderoso vikingo partió de Noruega hacia las Islas Feroe, pero se desvió de su ruta, llegando al litoral de Islandia cerca de la actual población de Reyðarfjörður en 850 aproximadamente. Durante la Segunda Guerra Mundial, Reyðarfjörður fue ocupada por fuerzas británicas.
En 1930 el número de habitantes de Reyðarfjörður se elevó a 300, en 1940 a 360 y en 1990 a 730.
El 7 de junio de 1998 Reyðarfjörður, las ciudades de Neskaupstaður y Eskifjörður así como otras poblaciones se unieron para formar el municipio de Fjarðabyggð. En 2019 Reyðarfjörður tenía 1348 habitantes.

## Economía
Una parte importante de la economía gira en torno a la fundición de aluminio Fjardaál de Alcoa. Después de la inauguración de la Central hidroeléctrica de Kárahnjúkar la región experimentó un auge económico.

## Edificios
Después de la construcción de la fundición de aluminio y de la central hidroeléctrica de Kárahnjúkar en 2009 muchos trabajadores católicos del este de Europa se trasladaron a la región. Por eso resultó necesaria la fundación de una parroquia católica en Reyðarfjörður. La iglesia católica de San Thorlaco fue inaugurada por David Tencer, el obispo de Reikjavík el 17 de junio de 2017. Se trata de una iglesia de madera cuyo material prefabricado había sido regalado por la Iglesia católica de Eslovaquia, el país natal del obispo.
La iglesia protestante Reyðarfjarðarkirkja fue inaugurada en 1910. Al lado de iglesia se encuentra un monumento para los marineros que murieron en el mar.

## Infraestructura
Reyðarfjörður cuenta con una escuela, piscina pública, biblioteca, un banco, correo, un taller de reparaciones, una gasolinera, varios negocios, restaurantes, con un hotel y un terreno de camping.
 Además hay una farmacia y un centro de salud (Heilsugæslustöð).

## Galería

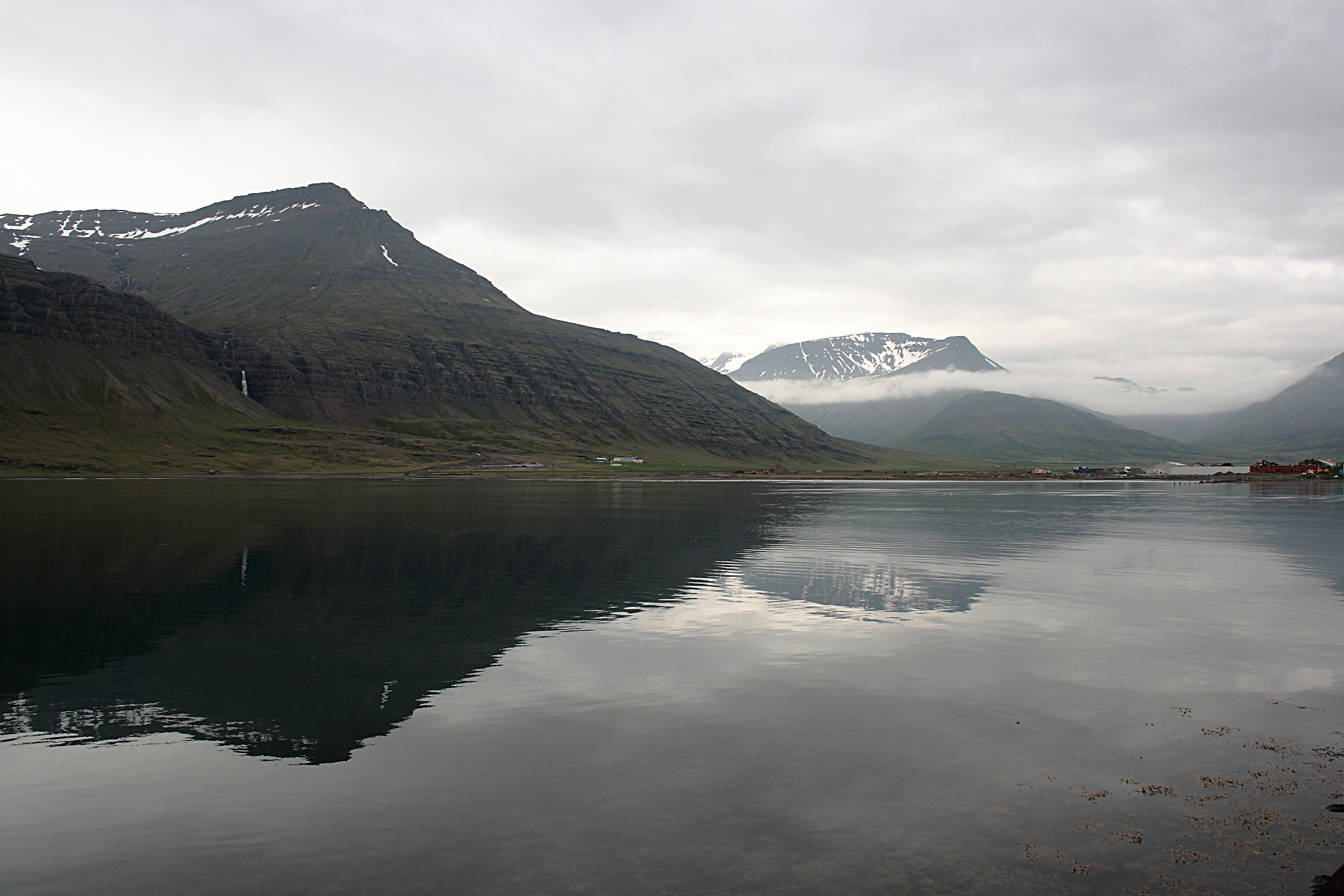
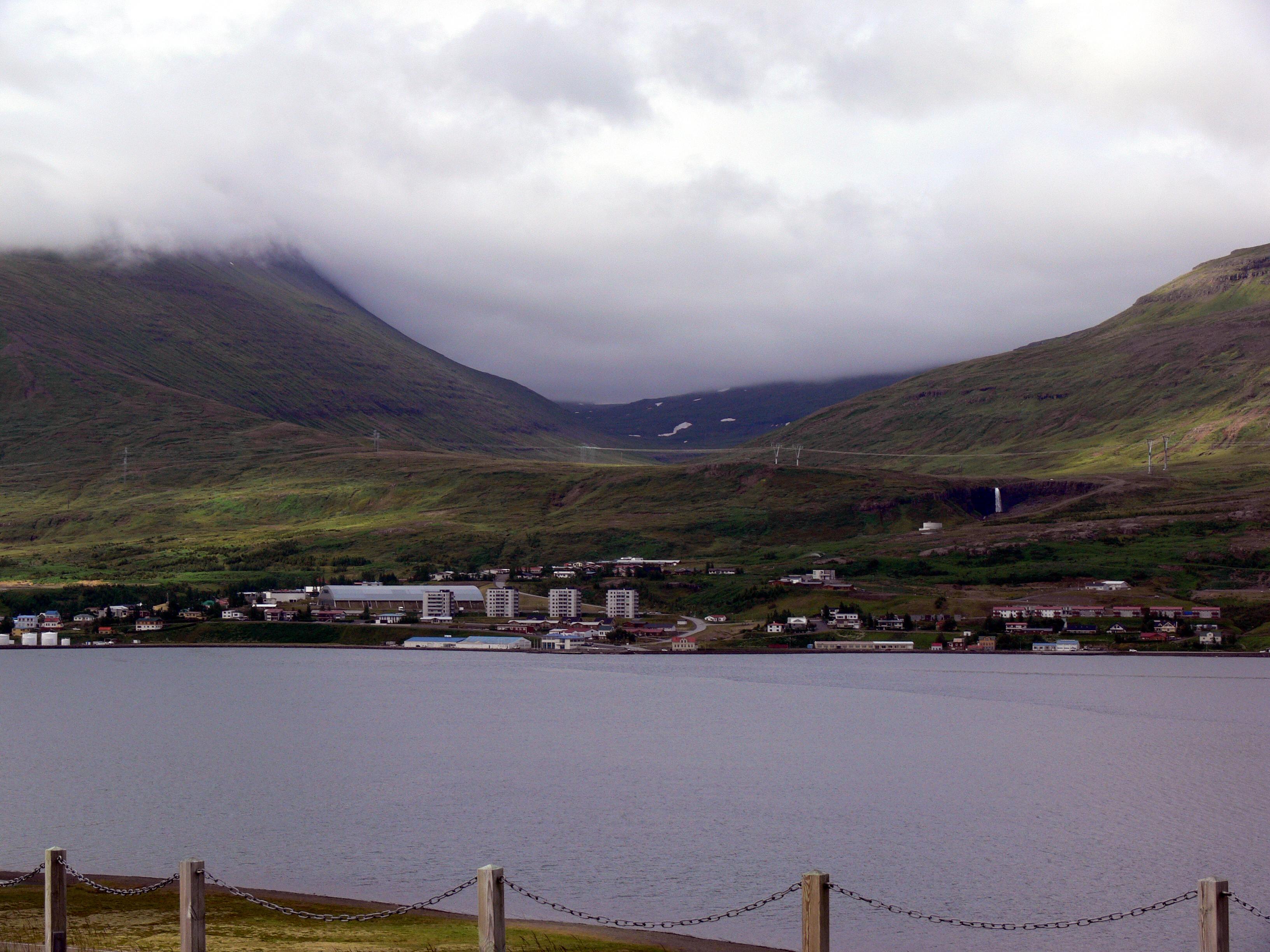
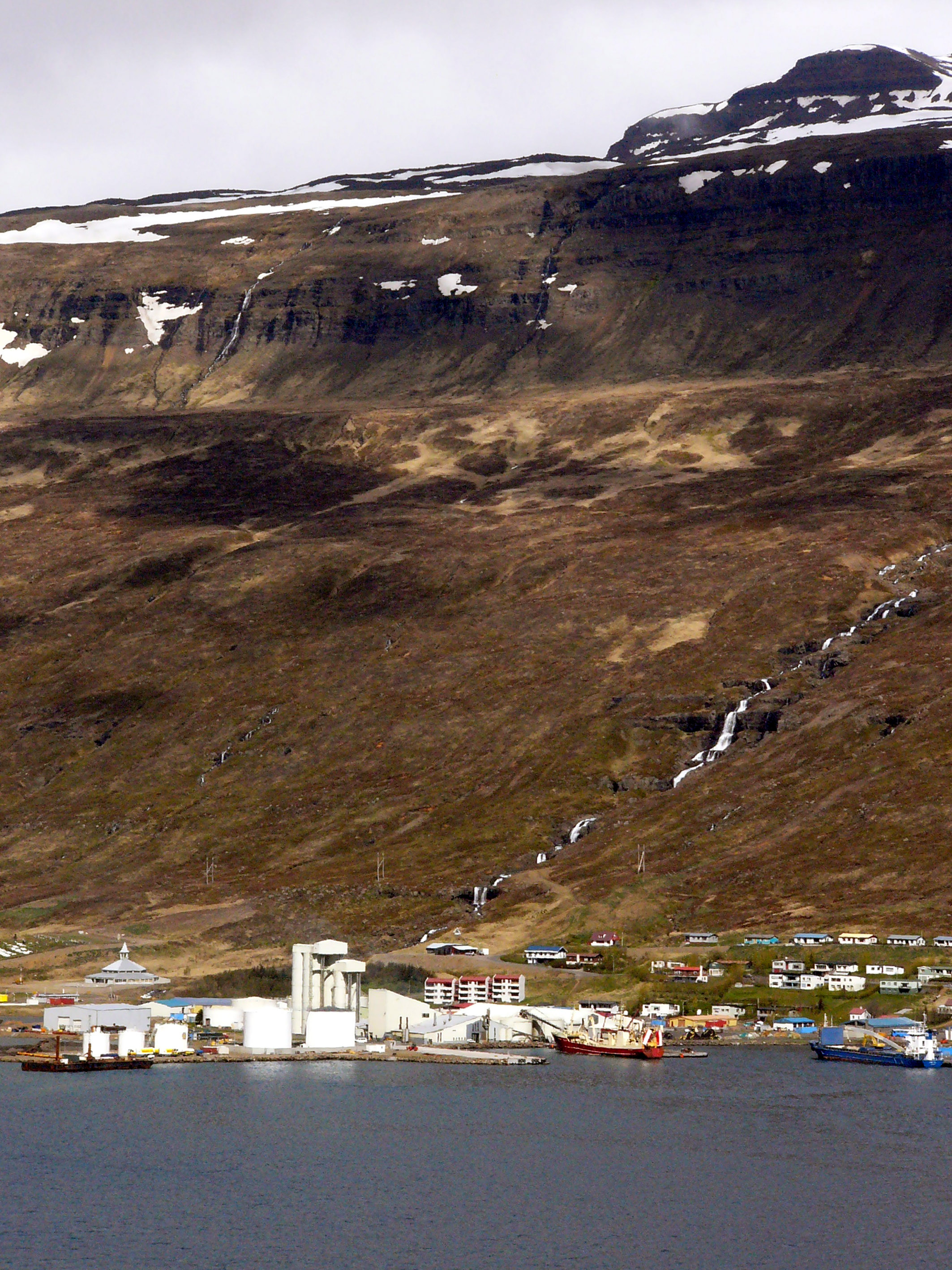
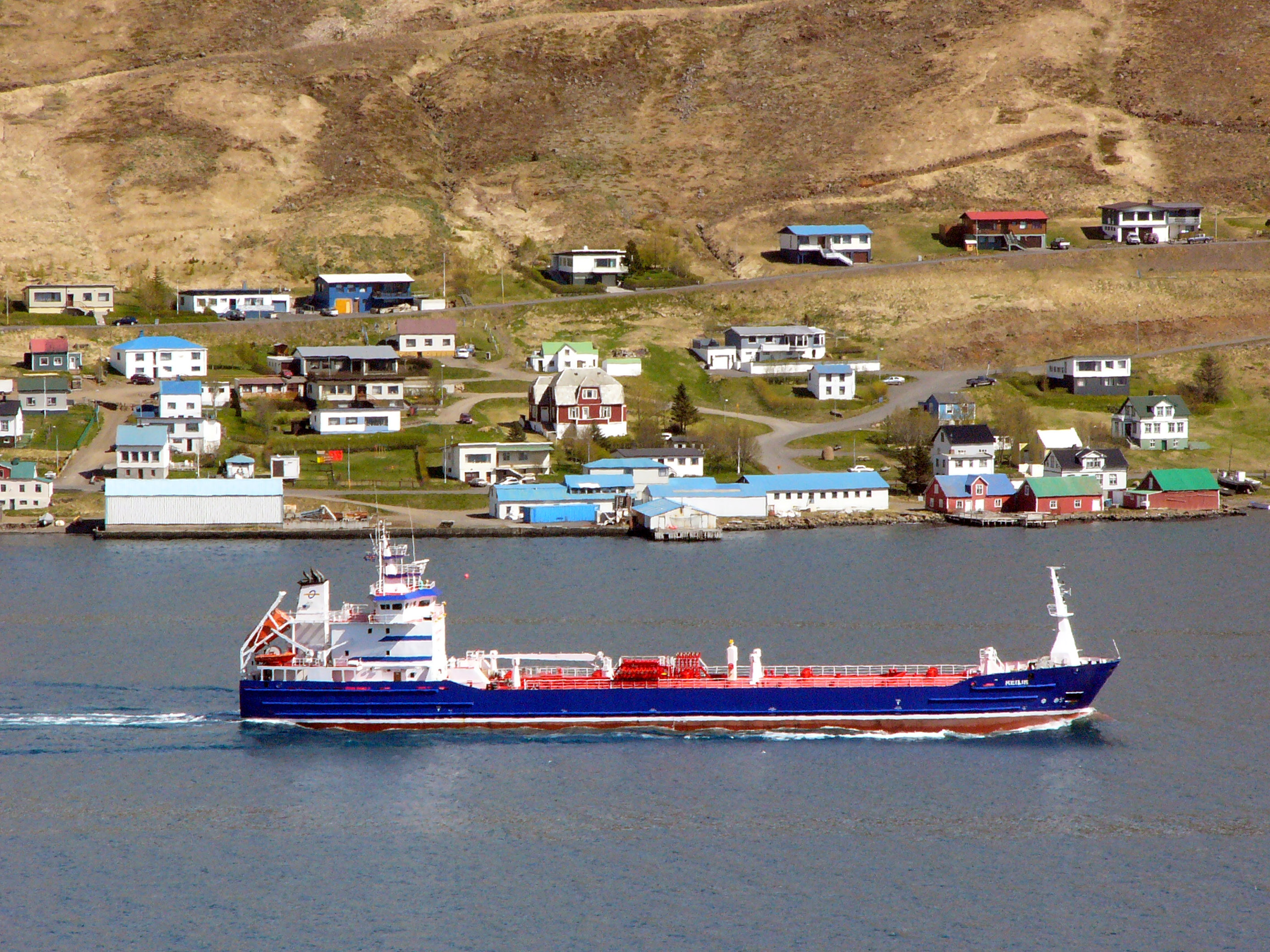
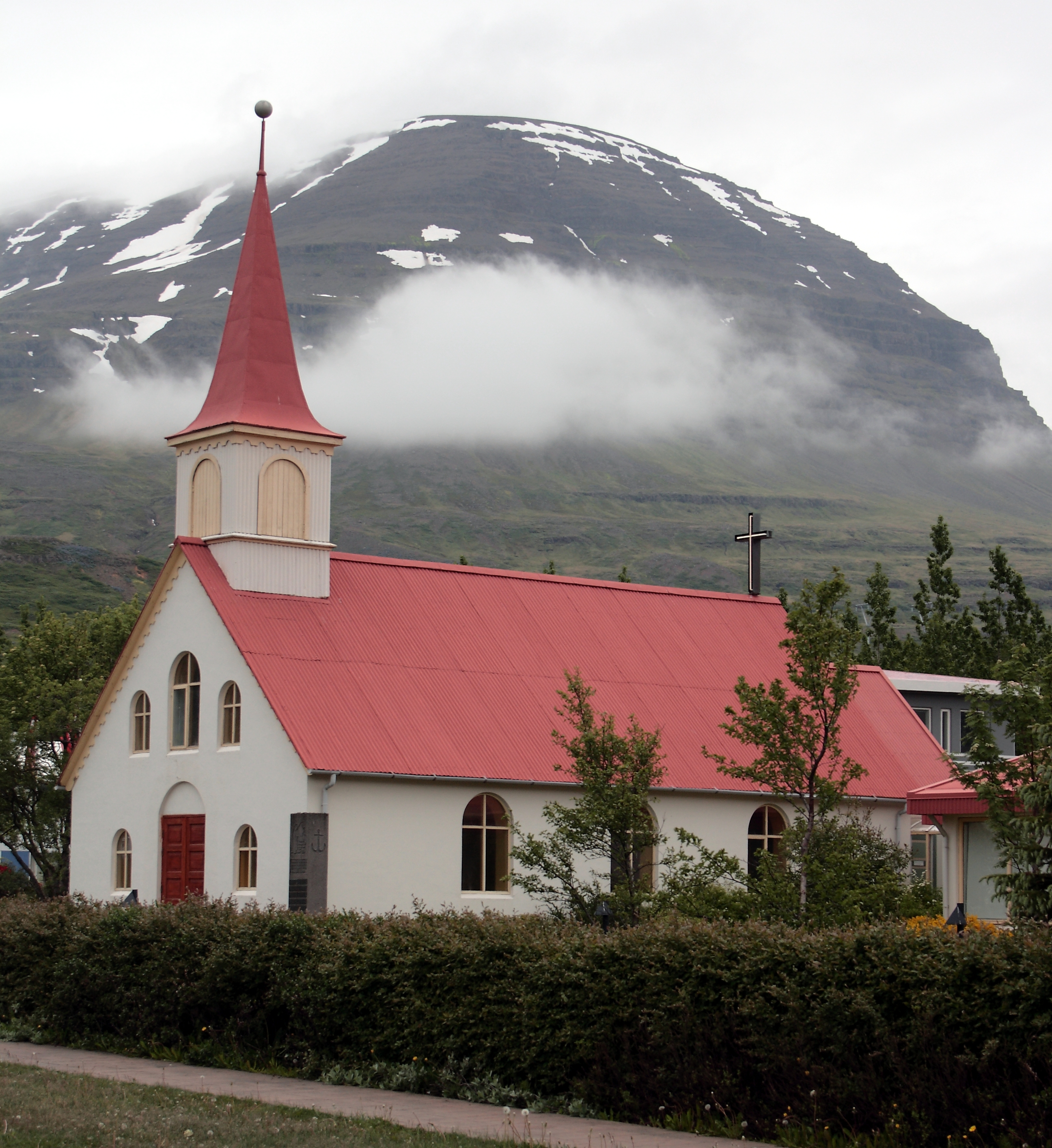
Iglesia protestante
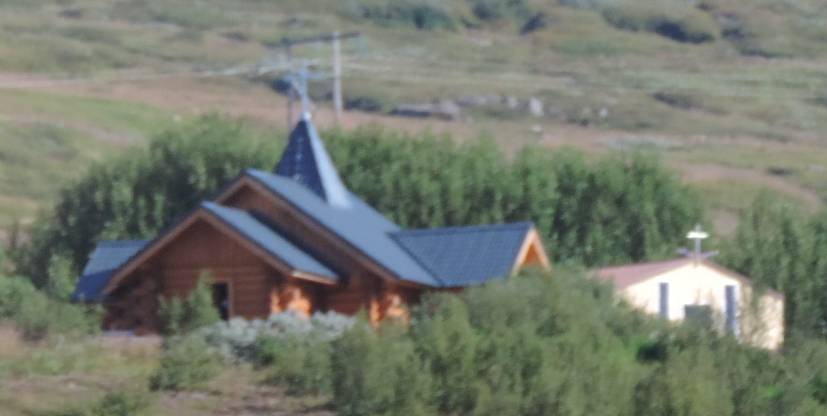
Iglesia católica